# Бабич, Михай
Ми́хай Ба́бич (венг. Babits Mihály; 26 ноября 1883[…], Сексард, Транслейтания — 4 августа 1941[…], Будапешт) — венгерский поэт, писатель, переводчик, теоретик декадентской школы и общепризнанный лидер группы «западников».

## Биография
Михай Бабич родился 26 ноября 1883 года в Сексарде.
Принадлежит к числу одних из самых ярких фигур венгерского модерна. С 1901 по 1905 год он учился в Будапештском университете по специальности учителя. Некоторое время он работал учителем в школах городов Байя, Сегеда, Будапешта и Фагараша. 
С 1908 года начал заниматься литературой. В 1916 году стал одним из редакторов венгерского литературного журнала Нюгат («Запад») (венг. Nyugat). После провозглашения Венгерской советской республики в 1919 году назначен преподавателем зарубежной и современной венгерской литературы в Университете имени Лоранда Этвеша, но был уволен в ходе «белого террора».
Михай Бабич умер от рака 4 августа 1941 года в городе Будапеште.

## Творчество
Его первый сборник был издан в 1908 году под названием «Листья из венка Ирисина». Позднее он выпустил сборники «Речитатив» (1916), «Остров и море» (1925) и «В гонке с годами» (1928).
Бабич также перевёл на венгерский язык произведения «Божественная комедия» Данте Алигьери, «Буря» Уильяма Шекспира и несколько произведений, написанных на латыни.
В некоторых своих сочинениях Бабич выступает против войн и империализма. И в своём лучшем произведении «Книга Ионы», написанная им незадолго до смерти он протестовал против фашизма.

## Галерея

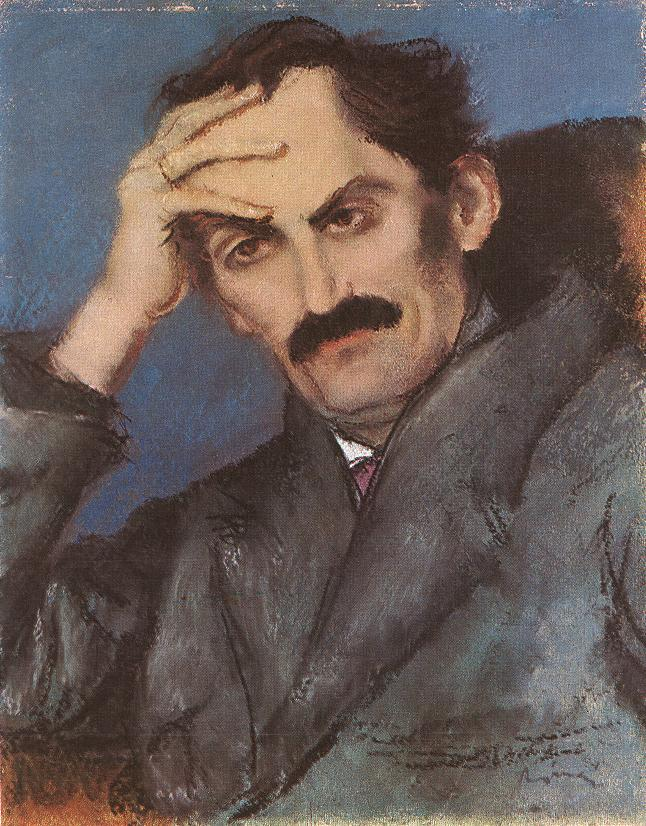
Портрет Бабича кисти Рипль-Ронаи (1923)
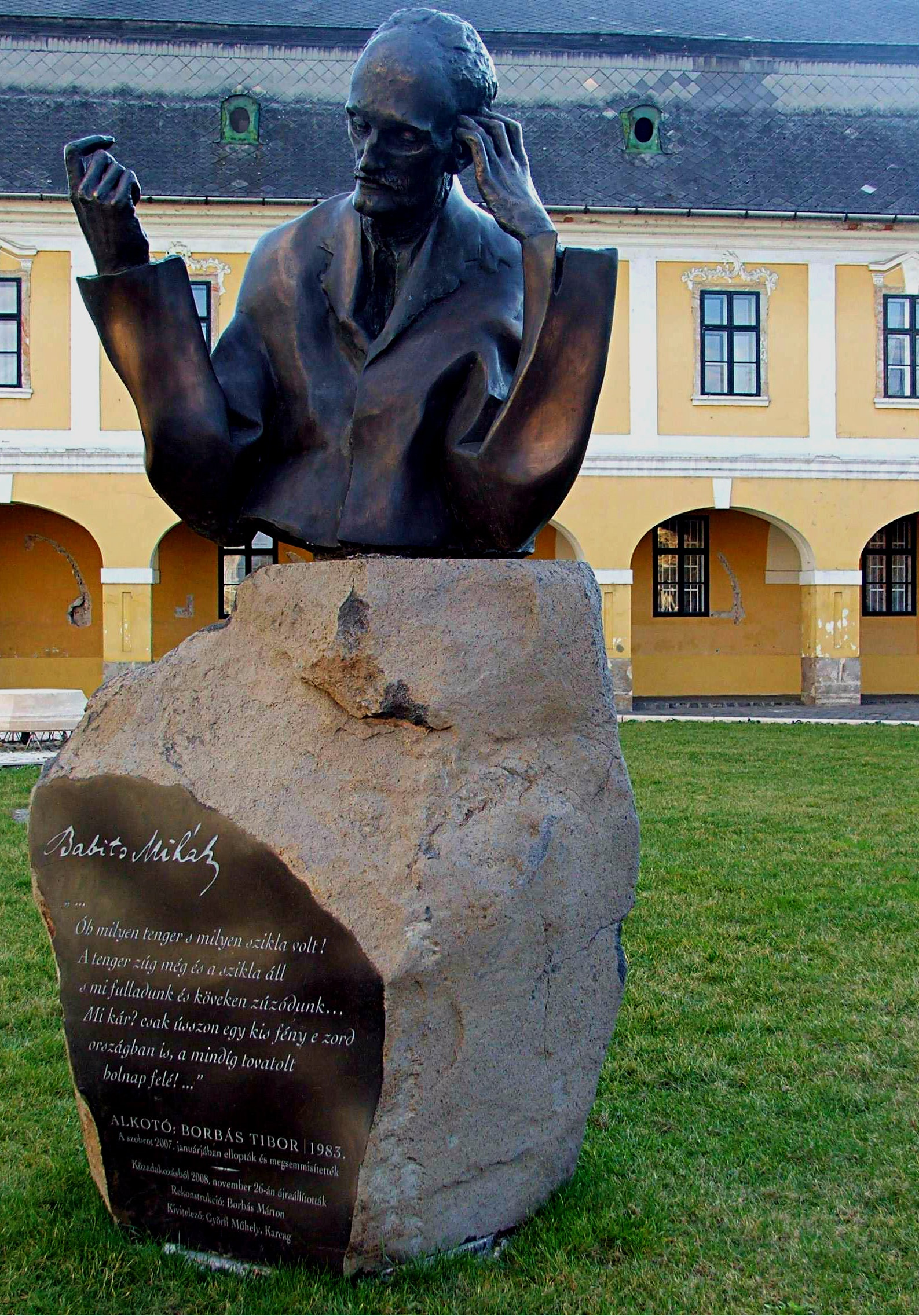
Памятник Бабичу
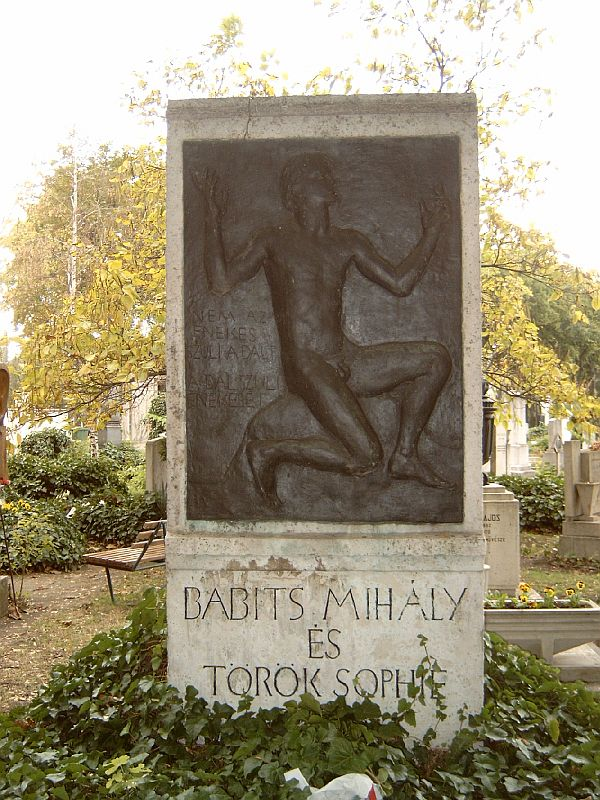
Могила Бабича